# Blue Cross Blue Shield Tower
Pour les articles homonymes, voir BCBS.
Le Blue Cross Blue Shield Tower (BCBS Tower) est un gratte-ciel situé dans le quartier de New Eastside à  Chicago (Illinois, États-Unis), situé à l'extrémité nord de Grant Park, faisant ainsi face au Millennium Park le long de E. Randolph Street à l'angle nord-est de Randolph et Columbus Drive.
Le bâtiment a été conçu par l'architecte James Goettsch et mesure 242 mètres depuis son extension entre 2007 et 2010.
L'adresse de l'immeuble est 300 E. Randolph Street dans le quartier de New Eastside. Le bâtiment est situé à côté de l'Aon Center et les plans d'origine devaient relier les deux bâtiments par une passerelle souterraine, mais le projet n'a jamais été réalisé.